# El Rubius
Rubén Doblas Gundersen (tiếng Tây Ban Nha: [ruˈβen ˈd̪oβlas ˈɤund̪eɾsen]; sinh ngày 13 tháng 2 năm 1990) thường được biết đến nhiều với tên biệt danh của anh El Rubius hoặc elrubiusOMG (/ˈruːbius/), là một người dùng YouTube người Tây Ban Nha gameplays và vlog. Kênh của anh hiện có hơn 5 tỷ lượt xem và 24 triệu lượt đăng ký, đứng thứ 4 trên YouTube, thứ 2 trong tiếng Tây Ban Nha, và kênh có lượt đăng ký nhiều nhất ở Tây Ban Nha.
Một tweet từ tài khoản twitter chính thức của Rubius là tweet được retweet nhiều nhất trên thế giới trong năm 2016. Tweet đã được retweet hơn 1.3 triệu lần.
Vào tháng 1 năm 2021, ông thay đổi nơi cư trú từ Tây Ban Nha đến Andorra.

## Tiểu sử
Doblas sinh ra ở thị trấn Mijas ở Tây Ban Nha vào năm 1990 với bố là người Tây Ban Nha và mẹ là người Na Uy. Trong thời thơ ấu của mình, anh đã nhiều lần chuyển đến Bergen, Na Uy do cha mẹ ly dị. Anh nói thành thạo tiếng Na Uy, tiếng Bergen, tiếng Anh và tiếng Tây Ban Nha. Khi anh định cư ở Tây Ban Nha, anh đã nghiên cứu về hình ảnh động và mô hình 3D.
Anh đã đăng video đầu tiên của mình trên YouTube vào năm 2006 và đã dành riêng mình cho kênh YouTube từ năm 2011. Trong năm 2011, anh đã xuất hiện trong bộ phim Tây Ban Nha là Torrente 5, do Santiago Segura đóng vai chính là đạo diễn.

## Kênh YouTube
El Rubius có 2 kênh: elrubius và ElRubiusOMG. Kênh đầu tiên của anh "elrubius" đã được tạo ra vào ngày 3 tháng 4 năm 2006. Kênh thứ hai của anh "elrubiusOMG" được tạo vào ngày 19 tháng 12 năm 2011 vì anh không thể trở thành đối tác của YouTube trên kênh đầu tiên do cuộc đình công.
Mặc dù các kênh của anh tập trung vào gameplays, El Rubius cũng đăng vlog, thách thức, trả lời các câu hỏi của fan và không phác họa hài, trong số những người khác.
Năm 2011, kênh của anh trở nên phổ biến ở các quốc gia nói tiếng Tây Ban Nha. Anh đã thu được nhiều lượt đăng ký khi anh đăng một lối chơi của The Elder Scrolls V: Skyrim. Sau đó anh đã đăng nhiều các video của anh ấy trên trang web của Chatroulette, giúp anh có được một số lượng theo dõi hơn.
Anh trở thành kênh tiếng Tây Ban Nha được đăng ký nhiều nhất vào tháng 11 năm 2012, sau khi vượt qua kênh YouTube Willyrex. Vào tháng 2 năm 2013, anh đã đạt được 1 triệu người đăng ký và 2 năm sau đó, vào tháng 2 năm 2015, anh trở thành người dùng YouTube tiếng Tây Ban Nha đầu tiên đạt 10 triệu người đăng ký. Do đó, vào tháng 10 năm 2015, anh đã nhận được nút Diamond Play Button tại YouTube 10th Anniversary Party ở Madrid.
El Rubius đã xuất hiện tại YouTube Rewind vào năm 2015 và năm 2016.

## Ấn phẩm
Vào năm 2014, El Rubius đã xuất bản El libro Troll (Tiếng Anh: The Troll Book), một cuốn sách tương tác đầy thách thức. Cuốn sách đã đạt vị trí quán quân trong bán hàng ở Tây Ban Nha trong 8 tuần và là nhà bán chạy nhất tại Madrid Book Fair 2014.
Tập đoàn Xuất bản Tây Ban Nha Planeta đã xuất bản cuốn truyện tranh đầu tiên mang tên ElRubius: Virtual Hero vào ngày 15 tháng 9 năm 2015. Phần hai của nó, có tựa là Virtual Hero II: La torre imposible (Tiếng Anh: Virtual Hero II: The Impossible Tower), đã được xuất bản vào tháng 6 năm 2016. Phần thứ ba và phần cuối của saga được xuất bản vào ngày 4 tháng 4 năm 2017, và nó có tựa là Virtual Hero III: La máscara del troll (Tiếng Anh: Virtual Hero III: Mask of the Troll).

## Giải thưởng
Vào ngày 21 tháng 4 năm 2016, El Rubius đã nhận được giải thưởng "YouTuber of the Year" tại 1st Play Awards ceremony celebrated ở Palma de Mallorca, Quần đảo Balearic, Tây Ban Nha.